# Diavolo della Tasmania (DC Comics)
Diavolo della Tasmania (Tasmanian Devil) il cui vero nome è Hugh Dawkins è un supereroe dell'universo DC. Sebbene abbia lo stesso nome di Taz ed entrambi i personaggi siano di proprietà della Time Warner, i due non sono collegati fra loro in nessun modo.

La sua prima apparizione avviene nel numero 7 de I Superamici: secondo il canone, tuttavia, il personaggio fece il suo debutto sul numero 32 di Infinity, Inc., nel novembre 1986.

## Biografia del personaggio
La sua vera identità è quella di Hugh Dawkins, un metaumano dalla capacità di trasformarsi in un diavolo della Tasmania umanoide molto muscoloso, ma con testa animale, coda e zanne ed artigli affilati ed una pelliccia inizialmente di colore marrone scuro, ed in seguito nera, ma sempre con una caratteristica "T" maiuscola di colore bianco su petto e addome. L'origine di questo potere è stata attribuita scherzosamente dagli autori al fatto che la madre di Hugh facesse parte di una setta di adoratori del diavolo della Tasmania, ed iniettò al figlio del siero radioattivo datole da una razza aliena di diavoli della Tasmania umanoidi e che teneva come amuleto.

Hugh è pacifista ed apertamente omosessuale, come rivela lui stesso nell'ottavo numero di Justice League Quarterly. I suoi genitori (ed in particolare il padre) non accettarono la sua diversità, tuttavia furono costretti a ricredersi quando Hugh, trasformato in Tasmanian Devil, salvò la vita di suo padre.
Hugh decise di mettere i suoi poteri al servizio dell'umanità quando il Dottor Mist lo convinse ad unirsi ai Global Guardians, incaricandolo di difendere la sua terra natia, la Tasmania e l'Australia in generale. Spesso agisce di concerto col resto della squadra, fino a quando la loro base viene distrutta, evento che ne segna di fatto lo scioglimento.

In seguito, Hugh compare fra i fondatori della Justice League, ricostruita dopo la sua distruzione ad opera di un'invasione aliena: a lui e al suo amico Joshua Barbazon verrà affidata la tutela dell'Australia. Questa sua decisione ne causò lo scontro con Queen Bee, che nel frattempo stava tentando la ricostruzione dei Global Guardians, che poi in realtà si riveleranno delle marionette sotto il suo controllo mentale. Fra questi, figura anche il supereroe neozelandese Tuatara, amico fraterno di Hugh, che infatti accetterà di invadere i domini di Queen Bee assieme ad altri membri della Justice League per aiutare l'amico. Queen Bee verrà poi deposta da Sumaan Harjavti (fratello del vecchio sovrano deposto da Queen Bee stessa), che ne prenderà il posto. Hugh (nel frattempo ritornato in Tasmania) sarà però richiamato dalla Justice League per tornare nell'ex regno di Queen Bee, al fine di contrastare i piani del nuovo regnante Harjavti. Dopo aver risolto con successo l'operazione, Dawkins si ritira nuovamente in Australia, salvo poi ritornare assieme alla Justice League per combattere il supercriminale Sonar.
Durante gli eventi narrati nella serie Bloodlines, Hugh continua a lavorare per la Justice League, prevalentemente in squadra con Elongated Man e Metamorpho. I tre lavorano insieme per bloccare un'invasione aliena a Londra, tuttavia riescono solo parzialmente nell'intento in quanto a fronte del blocco dell'assedio vengono uccise numerose persone: durante la ricerca di eventuali superstiti, Hugh (nella forma di Tasmanian Devil) viene attaccato da Lionheart, convinto di avere a che fare con uno degli alieni (ma mosso anche dalla missione di screditare i membri della JL).

Nel frattempo, però, gli alieni attaccano il quartier generale della Justice League, costringendo il gruppo (del quale tutti i membri sono impossibilitati a combattere a causa delle ferite, ad esempio Tasmanian Devil presenta una spalla trapassata da un palo) a rientrare alla base in tutta fretta, dove, grazie alle cure fornite loro da Lionheart, riescono a sconfiggere una volta per tutte gli alieni.
Dopo la sconfitta degli alieni, Hugh e tutta la Justice League partono per la Nuova Zelanda, dove Hugh e Rayleene McKenzie si trovano a combattere con Phobia, supercriminale dotato del potere di materializzare le paure dei suoi interlocutori: nel caso di Dawkins, Phobia agisce sulla sua difficile situazione familiare, fatta di abusi del padre sulla madre e dell'accettazione mai completa di un figlio "diverso" come lui.

Una volta riuscito a sconfiggere Phobia, ben presto Hugh viene richiamato dalla Justice League per contrastare Overmaster, battaglia nella quale Ice perde la vita. Questo causa uno sconquassamento del gruppo, con comti membri (fra cui Tasmanian Devil stesso) che decidono di non farne più parte.
In seguito, il personaggio sparisce per un po' (salvo comparire ai funerali di Maxwell Lord e di Sue Dibny). Circa 10 anni dopo il suo allontanamento dalla Justice League, Tasmanian Devil ricompare e decide di unirsi agli International Ultramarine Corps, vivendo nella città fluttuante di Superbia fino alla sua distruzione da parte di Gorilla Grodd e della sua armata. Tasmanian Devil riesce a sfuggire alla distruzione, ma viene catturato assieme agli altri membri del gruppo e fatto oggetto di un lavaggio del cervello che lo riduce in stato catatonico, dal quale viene liberato da un'azione della nuova Justice League che libera gli Ultramarine Corps. Nuovamente libero, continua ad agire per conto degli IUC all'interno di Nebula Man, riuscendo a sconfiggerlo.

Dopo una nuova scomparsa dai fumetti, Tasmanian Devil può nuovamente essere osservato alla fine degli eventi narrati in Crisi infinita. Durante la crisi degli O.M.A.C., Hugh si offre assieme ad altri supereroi come "esca" per attrarre nel deserto del Sahara le suddette macchine, riuscendo così a distruggerne un gran numero senza danneggiare i piloti. Nella maxiserie 52, Hugh, assieme ad altri supereroi (fra cui Gloss e Manticora) affronta a Sydney con scarso successo un Black Adam reso folle dalla rabbia: in seguito, deciderà di tentare di entrare nuovamente a far parte dei Global Guardian.
Nel 2008, dopo due anni d'assenza, lo si rivede in un cameo nel numero 852 di Detective Comics, nel quale affronta degli uomini armati nelle strade di una non meglio precisata città australiana. Un anno dopo, nella miniserie Justice League: Cry for Justice, viene rivelato che Tasmanian Devil è stato ucciso e scuoiato da Prometheus, che ha inoltre utilizzato la sua pelle conciata per farne un tappeto. La notizia della sua morte viene tuttavia smentita nel 2011, quando nell'episodio singolo Starman/Congorilla si viene a sapere che Prometheus ha in realtà conservato il corpo di Dawkins in stato di quiescenza: il corpo viene perciò recuperato da Malavar, cittadino di Gorilla City, che provvede a riportarlo alla vita immergendolo in una fonte dell'eterna giovinezza. Dawkins (sotto forma di Tasmanian Devil) riemerge dalla fonte nel pieno delle forze, aiutando Starman, Malavar, Congorilla e Animal Man a sconfiggere i nemici, per poi fare ritorno in Australia per rivedere sua madre e dirle che non è ancora morto.
Dopo la sua "resurrezione", il personaggio di Tasmanian Devil ha fatto una serie di apparizioni in veste di membro della Justice League nella battaglia contro l'armata delle tenebre capitanata da Eclipso.